# Wybory parlamentarne w Portugalii w 2005 roku
Wybory parlamentarne w Portugalii w 2005 roku odbyły się 20 lutego 2005. Poprzedni parlament został rozwiązany 30 listopada 2004 przez prezydenta, Jorga Sampaio. Powodem decyzji była niego niestabilność centroprawicowych władz koalicyjnych oraz wcześniejsza konieczność wielokrotnego interweniowania w konfliktach między ministrami rządu Pedro Santany Lopesa z Partii Socjaldemokratycznej.
Lista partii kandydujących wraz z liderami:
- Blok Lewicy (BE) (Francisco Louçã)
- Unitarna Koalicja Demokratyczna (CDU): (PCP – PEV) (Jerónimo de Sousa)
- Partia Socjalistyczna (PS) (José Sócrates)
- Portugalska Partia Socjaldemokratyczna (PSD) (Pedro Santana Lopes)
- Centrum Demokratyczne i Społeczne – Partia Ludowa (CDS/PP) (Paolo Portas), który zrezygnował po ogłoszeniu wyników

Wybory parlamentarne wygrała Partia Socjalistyczna, zdobywając 45,03% głosów i uzyskując 121 miejsc w parlamencie i utworzyła rząd. Drugie miejsce zajęła rządząca Portugalska Partia Socjaldemokratyczna, tracąc ponad 11% głosów w porównaniu do poprzednich wyborów. Na kolejnych miejscach uplasowały się: Unitarna Koalicja Demokratyczna (CDU): (PCP – PEV), poprawiając swój wynik wyborczy o 0,60% oraz stan posiadania o 2 mandaty, Centrum Demokratyczne i Społeczne – Partia Ludowa (CDS/PP), która w porównaniu z wyborami w 2002 straciła ponad 1,5% poparcia oraz 2 mandaty deputowanych. Próg wyborczy zdołał przekroczyć jeszcze Blok Lewicy (BE) poprawiając swój wynik wyborczy o 3,62% i 5 mandatów.

## Wyniki wyborów
Wyniki porównywane są z wynikami wyborów z marca 2002 roku.

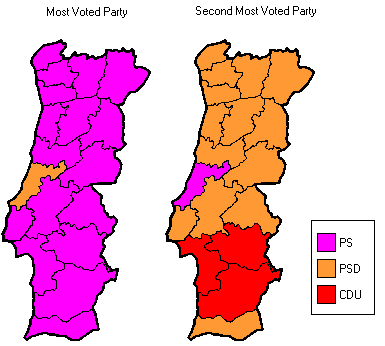
Wyniki I tury (po lewej) i II tury (po prawej) wyborów w poszczególnych dystryktach (bez Madery i Azorów)

| Partia                   | Partia                                                                                  | Liczba głosów | Liczba głosów | Liczba głosów | Miejsca | Miejsca |
| Partia                   | Partia                                                                                  | Liczba        | %             | +/−           | Liczba  | +/−     |
| ------------------------ | --------------------------------------------------------------------------------------- | ------------- | ------------- | ------------- | ------- | ------- |
|                          | Partia Socjalistyczna                                                                   | 2.588.312     | 45,0          | +7,2          | 121     | +25     |
|                          | Partia Socjaldemokratyczna                                                              | 1.653.425     | 28,8          | −11,4         | 75      | −30     |
|                          | Unitarna Koalicja Demokratyczna1                                                        | 433.369       | 7,5           | +0,6          | 14      | +2      |
|                          | Centrum Demokratyczne i Społeczne – Partia Ludowa                                       | 416.415       | 7,2           | −1,5          | 12      | −2      |
|                          | Blok Lewicy                                                                             | 364.971       | 6,4           | +3,7          | 8       | +5      |
|                          | Komunistyczna Partia Portugalskich Robotników - Reorganizujący Ruch Partii Proletariatu | 48.186        | 0,8           | +0,1          | −       | −       |
|                          | Partia Nowej Demokracji                                                                 | 40.358        | 0,7           | −             | −       | −       |
|                          | Partia Humanistyczna                                                                    | 17.056        | 0,3           | +0,1          | −       | −       |
|                          | Partia Narodowego Odrodzenia                                                            | 9.374         | 0,2           | +0,1          | −       | −       |
|                          | Robotnicza Partia Socjalistycznej Jedności                                              | 5.535         | 0,1           | +0,0          | −       | −       |
|                          | Demokratyczna Partia Atlantyku                                                          | 1.681         | 0,0           | −             | −       | −       |
|                          | Puste karty do głosowania                                                               | 103.537       | 1,8           | +0,8          |         |         |
|                          | Nieprawidłowe głosy                                                                     | 65.515        | 1,1           | +0,2          |         |         |
|                          | Łącznie                                                                                 | 5.747.834     | 100,0         |               | 230     |         |
| Uprawnieni do głosowania | Uprawnieni do głosowania                                                                | 8.944.508     |               |               |         |         |
| Frekwencja wyborów       | Frekwencja wyborów                                                                      | 64,3%         |               |               |         |         |

Podział miejsc w parlamencie
Bilans strat miejsc w parlamencie dla poszczególnych partii
Procent oddanych głosów na poszczególne partie